# Петрикон
Петрикон или Петрик је био средњовековно утврђење на подручју данашњег Петроварадина.

## Историја
У античко доба, на простору данашњег Петроварадина је постојао римски Кузум, који је страдао у време најезде Хуна у 5. веку. Кузум је касније обновила Византија под именом Петрикон. Према једној тврдњи, ово утврђење је обновљено у време цара Јустинијана I Великог између 535. и 555. године. Међутим, према другој тврдњи, назив Петрикон се први пут помиње у 12. веку.
Византинци су подручјем данашњег Срема и Петроварадина владали у више наврата. Први пут је Византија успоставила контролу над овим простором до краја 5. века. Потом је ту формирана византијска провинција Панонија, која је обухватала источне и централне делове данашњег Срема. Византијску власт у Срему оспоравали су Источни Готи и Гепиди, који су се сукобљавали око контроле над овим подручјем.
У другој половини 6. века, византијску Панонију освајају Авари, који владају тим просторима до краја 8. века. Потом подручје данашњег Петроварадина улази у састав Франачке државе Карла Великог, затим у састав Бугарског царства, а након тога у састав Самуиловог (Македонског) царства. У време цара Самуила је Сремом управљао војвода Сермон, чији су златници нађени у 19. веку у једном петроварадинском винограду.
Византија поново успоставља контролу над Сремом 1018. године, након чега Византинци у Срему формирају нову покрајину под називом Тема Сирмијум. У борбама између Угарске и Византије, тврђава Петрикон долази под контролу Угарске, али је потом поново заузима Византија. Од 1181. године ово подручје је под управом Угарске, чиме се окончала и присутност Византије на простору данашњег Петроварадина. У 13. веку, током угарске власти, тврђава се помиње под новим именом - Петроварадин.